# Milà-Sanremo 1993
La Milà-Sanremo 1993 fou la 84a edició de la Milà-Sanremo. La cursa es disputà el 20 de març de 1993 i va ser guanyada per l'italià Maurizio Fondriest, que s'imposà en solitari a la meta de Sanremo.
194 ciclistes hi van prendre part, acabant la cursa 166 d'ells.

## Classificació final
|    | Ciclista            | Equip                    | Temps      |
| -- | ------------------- | ------------------------ | ---------- |
| 1  | Maurizio Fondriest  | Lampre-Polti             | 7h 25' 37" |
| 2  | Luca Gelfi          | Mapei                    | + 04"      |
| 3  | Maximilian Sciandri | Motorola                 | + 09"      |
| 4  | Laurent Jalabert    | ONCE                     | m. t.      |
| 5  | Rolf Sørensen       | Carrera Jeans-Tassoni    | m. t.      |
| 6  | Giorgio Furlan      | Ariostea                 | m. t.      |
| 7  | Franco Ballerini    | GB-MG Maglificio-Bianchi | m. t.      |
| 8  | Jean-Claude Colotti | Gan                      | m. t.      |
| 9  | Davide Cassani      | Ariostea                 | m. t.      |
| 10 | Mario Cipollini     | GB-MG Maglificio-Bianchi | m. t.      |